# 卡羅爾頓鎮區 (阿肯色州布恩縣)
卡羅爾頓鎮區（英語：Carrollton Township）是位於美國阿肯色州布恩縣的一個行政鎮區。

## 地方資料
根據2010年美國人口普查的數據，卡羅爾頓鎮區的面積為67.73平方千米，當中陸地面積為67.17平方千米，而水域面積為0.56平方千米。當地共有人口843人，而人口密度為每平方千米12人。